# Rainer Pezolt
Rainer Pezolt (* 16. August 1957 in Bad Rodach) ist ein deutscher Komponist. Er lebt und arbeitet in Bad Rodach.

## Leben
Rainer Pezolt studierte von 1977 bis 1979 Klavier und Komposition an der Fachakademie für Musik Nürnberg bei Hans-Ludwig Schilling, um dann bis 1985 seine Kompositionsstudien bei Bertold Hummel an der Hochschule für Musik Würzburg fortzusetzen. Seitdem ist er als freischaffender Komponist, Arrangeur und Musikpädagoge tätig. Er war von 1989 bis 2003  Leiter zweier Musikschulen und  Kritiker der Zeitung Neue Presse Coburg.
Pezolt erhielt Preise bei zahlreichen Kompositionswettbewerben. Die Musikwissenschaftlerin Susanne Farwick hebt besonders seine Komposition Lied für Flöte solo hervor, die eine „gelungene Verbindung von Flötenspiel und literarischer Vorlage“ darstelle.

## Auszeichnungen
Preisträger der Kompositionswettbewerbe
- 1980: Richard Trunk
- 1982: Bayerischer Filmpreis
- Deutscher Hochschulwettbewerb (1985)[3]
- 1986, 1988: Armin Knab
- 1987: Hermann Zilcher
- 1990: Gesellschaft der Orgelfreunde Deutschlands
- 1991: Percussion Symposion
- 1995: Stadt Ingolstadt (1995)
- 2013, 2016: Tonkünstlerverband Bayern
- 2014: Styria cantat Graz

- 1985/1986: Stipendium an der Cité Internationale des Arts in Paris
- 1989: Kulturpreis des Landkreises Coburg

## Werke (Auswahl)
Das Gesamtwerk wird gesammelt in der Landesbibliothek Coburg. Es umfasst ca. 150 Kompositionen: Solostücke, Kammermusik, Chorwerke, Kompositionen mit szenischen Elementen, Werke für unterschiedliche Orchester, exotische Besetzungen.
- Quintett, für Blechbläser (1979)
- 8 Sing- und Sprechstücke, nach Ernst Jandl für gemischten Chor (1980)
- ZiDADAngo, für Streichquartett und Rockband (1980)
- 5 Nachtstücke, für 3 Gitarren (1981)
- Quartett, für Klarinetten (1982)
- Intrada, für 2 Trompeten und 2 Posaunen (1982)
- Sonate, für Violine und Vibraphon (1983)
- Toccata , für Schlagzeugquartett (1984)
- Streichquartett 1984,
- Klage, (Georg Trakl) für gemischten Chor und Orgel (1985)
- 3 Nachtstücke, für 4 Bläser u. Streichquintett od. Streichorchester (1985)
- Shanty, für 4 Posaunen (1985)
- Deux Piéces, für Orchester (1985/1986)
- Die Wanderratten, (Heine) für Sprecher, Chor und Klavier (1988)
- Wheels of steel, für 16 Blechbläser u. 6 Schlagzeuger (1990)
- Pessoa – Fragmente I, für Kammerensemble (1990)
- C major, für großes Orchester (1991)
- Partita „polymorphia“, für Streichorchester (1993)
- Scherzo piccolo, für Pikkoloflöte (1994)
- „…stoned…“, Notturno I für Klavier (1994)
- Pessoa – Fragmente II, für 6 Ausführende (1994)
- 6 Miniaturen, für Flöte oder Altflöte solo (1994)
- stoned II, für Orgel (1995)
- Nightpiece, (nach James Joyce) für Altflöte solo (1995)
- Polymorphic Suite, Crossover für Streichorchester (1997)
- Elegia metallica, 1. Sonate für Flöte und Klavier (1997)
- Little Rock, für Akkordeonorchester (1997)
- Sonata poliestetica, 2. Sonate für Flöte und Klavier (1997)
- Bismarck – Triptychon, 3. Sonate für Flöte und Klavier (1998)
- stoned III, für Kammerquartett (1998)
- „Da Pacem“ – Diskurs, 4. Sonate für Flöte und Klavier (2000)
- Return, Duo für Blockflöten (nach Epikur und Trakl) (2001)
- „LIED“, (J. v. Eichendorff) für Flöte solo (2002)[2]
- Familienfest bei Zischrumms, 8 kleine Stücke für  1–4 Flöten (2004)
- „Niagara“ – Metamorphosen, für Orgel, Pauken und Streichorchester (2004)
- FUGA, Heavy Metal Dithyramb für Klavier (2005)
- Rondell „Blaue Veilchen“, (Heine) 7 Lieder für Gesang und Klavier (2005)
- „139“, Sonate für Flöte solo (und Sprecher) (2007)
- Tierisch Rockin‘, 8 leichte Stücke für Drumset solo (1992/2008)
- STAGES, Metamorphosen für 8 – 96 Große Flöten (2009)
- White Sonata, (The Shaken Winter), Rondell für Klavier (2010)
- Klaviertrio, (Die Jahreszeiten) 5 Moments de Voyage, (2013)
- TEMPUS / FUGIT, Nach(t)stück für Posaune und Klavier (2015)
- Rondell „Im Wiesengrund“, für Fl., Sprecher und Streichquintett (2017)
- MEMENTO, Rondell in 11 Miniaturen für Klavier (1962/2017)

### Zyklen
- Voyage, Triptychon mit 56 Werken in 10 Zyklen an 8 Abenden (1982/2005)

I. Dawn, (Abende 1 + 2)
- - 1.) Red Sonata, für Klavier (1982/2005)
  - 2.) Rondell 82/01, für 1–4 Instrumente
  - 3.) 1. Sinfonie, in 7 Werken für Orgel, Bläser, Schlagwerk, Chor und Orchester (1985/98)

II. Voyage de la flute, (Abende 3 – 6)
- - 4.) Trilogie polymorphe, für Flöte und weitere Ausführende (1986/2002)
  - 5.) 5 Rondelle, für Flöte und je 1 Instrument (1997/2005)
  - 6.) 4 Sonaten, für Flöte und Klavier (1997/2000)
  - 7.) Sérénade funèbre, für Flöte solo (1994/2004)

III. Dusk, (Abende 7 + 8)
- - 8.) 2. Sinfonie, in 5 Werken für Streichorchester und weitere Instrumente (1985/2004)
  - 9.) Sonata 84/01, für Streichquartett plus…
  - 10.) Black Sonata, Bacchanal in 4 Nachtstücken für Klavier (1994/2002)

Pessoa – Diptychon , für je 6 Ausführende (1990/94)
- - 11.) Pessoa – Fragmente I, (1990) 2.) Pessoa – Fragmente II, (1994)]